# 西条公威
西条 公威（さいじょう きみたけ、1971年2月22日 - ）は、日本の小説家。血液型O型。宮城県仙台市出身、青葉区在住。ボーイズラブ作品を主に執筆。1992年、小説JUNE6月号から「鋼鉄都市破壊指令」（イラスト:初田しうこ）でデビュー。現在は電子書籍から新作を配信している。

## 作品リスト

### 芳文社
- 太陽の下、風に吹かれ―Untamed Breeze（1996年、イラスト:初田しうこ、ISBN 978-4832212091）
- 殺人音楽（1996年、イラスト:茶屋町勝呂、ISBN 978-4832212268）

### 青磁ビブロス
- 孕み猫（1996年、イラスト:小菅久実、ISBN 978-4882713982）

### まんだらけ出版部
- 長い夜の贈りもの―ホラーアンソロジー（1999年、著者：西条公威、月枝見海、嶋田純子、東司麻里、イラスト:珠黎皐夕、ISBN 978-4944099627）

### 桜桃書房
- 恋をするのはおうちの事情(1)（1999年、イラスト:有藤せな、ISBN 978-4756712783）
- 恋をするのはおうちの事情(2)（2001年、イラスト:有藤せな、ISBN 978-4756713858）
- ご奉仕させていただきます（2001年、イラスト:島あさひ、ISBN 978-4756714497）

### マガジン・マガジン
- 夜には凍る道（2002年、イラスト:神葉理世、ISBN 978-4914967222）

### イーコネクション
- 鋭利な刃物―Spell.e.s.series（2002年、イラスト:茶屋町勝呂、ISBN 978-4434024597）